# Moros i Cristians de Cocentaina
Les festes de Moros i Cristians de Cocentaina (El Comtat) tenen el seu origen en la Conquesta de Cocentaina produïda en 1245 que va durar 12 anys i que va enfrontar als habitants musulmans de Cocentaina, ajudats per 500 cavallers de l'Emirat de Gharnata amb les tropes de Jaume el Conqueridor.
Les festivitats són organitzades per la Junta de Festes de Moros i Cristians de Cocentaina, i se celebren per la festivitat de Sant Hipòlit.

## Història
Nombrosos pobles celebren festes de Moros i Cristians però les de Cocentaina poden presumir d'una gran riquesa, espectacularitat i antigor (són comparades amb les d'Alcoi). Tenen el títol d'Interés Turístic Nacional.
Se sap que la Festa se celebra amb regularitat des del segle xviii, fins i tot hi ha un document que assenyala que el 1695 hi va tindre lloc un aladro en honor de la Mare de Déu.

## Desenvolupament de la festa[1]
- Divendres: Dia de l'Olla
- Dissabte: Dia de "L'Entrà"
- Diumenge: Dia de Sant Hipòlit
- Dilluns. Dia dels Trons o de l'Alardo

## Filaes
Cocentaina compta actualment amb un total de 16 filaes (8 cristianes i 8 mores).
- Contrabandistes (Ja existeix a 1853)
- Maseros (Ja existeix a 1853, es calcula la fundació a finals del s.XVIII)
- Cavalleria Ministerial (Fundada segurament a la dècada de 1860. Ja existeix a 1897)
- Creuats (Fundada a 1952)
- Almogàvers (Fundada a 1953)
- Gentils (Fundada a 1963, amb antecedents a la Filà de Sant Hipòlit)
- Cavallers de Llúria (Fundada a 2012)
- Contestanos (Fundada a 1969. Va desaparéixer a 2002 i va ser refundada el 2016)
- Manta Roja (Fundada abans de 1808)
- Llana (Ja existeix a la dècada de 1860)
- Kabilenys (Fundada el 1916)
- Berebers "Borts" (Fundada el 1939)
- Bequeteros (Ja existeix una cavalleria mora a 1897, segurament fundada a la dècada de 1860. Desapareix al 1930 i es refunda amb el nom actual el 1941)
- Guàrdia Jalifiana (Fundada a 1941)
- Mudèjars (Fundada a 1942)
- Muladís (Fundada a 2008, amb antecedents a finals de la dècada de 1980)